# Marian Awramow
Marian Nedkow Awramow (bg. Мариан Недков Аврамов; ur. 15 stycznia 1959 w Kazanłyku) – bułgarski zapaśnik walczący w stylu wolnym. Olimpijczyk z Barcelony 1992, gdzie zajął jedenaste miejsce w kategorii 48 kg.
Czterokrotny uczestnik mistrzostw świata, srebrny medalista w 1990. Zdobył cztery medale na mistrzostwach Europy, w tym złoto w 1987 i 1993 roku.
- Turniej w Barcelonie 1992

Pokonał László Óváryego z Węgier a przegrał z Kubańczykiem Aldo Martínezem i Kim Il-ongiem z Korei Północnej.